# 大辽河大桥
大辽河大桥，又名辽宁滨海公路辽河大桥，是位于中国辽宁省的一座斜拉桥，跨越营口市和盘锦市交界的大辽河，距入海口上游3公里，是辽宁滨海公路的重要组成部分。大桥采用双向六车道一级公路标准，全长3,326米，其中，主桥为双塔双索面钢箱梁斜拉桥，长866米，主跨436米，为中国长江以北地区单孔跨径最大的斜拉桥。大桥2008年8月11日开工建设，2010年9月28日建成通车。

## 设计
大辽河大桥是辽宁省重点工程，工程建设资金由辽宁省交通厅、营口市、盘锦市三方共同筹措。建设单位为辽宁省交通厅公路管理局；设计单位为辽宁省交通规划设计院、辽宁省公路勘测设计公司。
大桥线路起点位于营口市新兴大街以北，起于滨海公路延伸线，与营口滨海公路对接，终点与营盘公路对接；全长4.44公里，桥梁长3,326米，其中，主桥长866米，宽33米；两侧引桥各长1,230米，宽30米；设计行车时速为80公里，设计基准期为100年；索塔为混凝土钻石型塔，高150.2米，是中国东北地区桥梁第一高塔。大桥的抗震烈度为7度，能抗100年一遇的大风，并可以抵御300年一遇的潮水位；通航净空高度为39米，设计可通过万吨级海轮杂货船。

## 建设历程
20世纪50年代末，营口市曾计划建设辽河公路桥、辽河铁路桥、防潮闸三大工程。1958年12月，三大工程启动，后因国家遭遇三年困难时期，工程下马。自1990年代起，营口市又重新开始策划建设辽河大桥，并推进辽河大桥项目上马。先后提出修建营沟铁路、大鲅铁路、辽河大桥等多种方案，并进行了前期论证、勘查规划、工程设计等方面工作。2001年8月，营口市与香港泉利国际公司签订了辽河大桥建设项目合作意向。随后，营口市委托辽宁省公路勘测设计公司和中交一院进行“营口辽河公路大桥”建设的前期工作。2001年11月，辽宁省发改委批复了辽河大桥建设工程的项目建议书，并于2002年4月9日批复了工程可行性研究报告。2002年，建设辽河大桥被列入营口市政府工作报告。但是，香港泉利国际公司因资金原因单方面爽约，辽河大桥工程又一次搁浅。
2005年，营口市再次将辽河大桥的建设设想和论证上报给辽宁省。2007年9月，受辽宁省交通厅委托，由辽宁省交通勘测设计院和辽宁省公路勘测设计公司组成设计项目组负责“辽宁省滨海公路辽河大桥”前期勘测设计。2008年1月15日，辽宁省交通厅公路管理局在辽宁政协会馆举行了辽宁省滨海公路辽河大桥工程可行性研究报告预审会，对项目建设展开讨论。随后，设计项目组于1月底完成了工程可行性研究的修改报告，并上报辽宁省发改委。同年3月5日，辽宁省发改委在营口召开辽河大桥工程可行性研究报告评估会议，通过了“π”型双主梁形主跨370米的混凝土斜拉桥方案。3月21日，辽宁省交通厅召开了辽河大桥工程初步设计审查会议，综合考虑建设工期及保证主桥施工质量，将推荐方案修改为主跨436米的钢箱梁斜拉桥。6月11日，辽宁省交通厅在沈阳召开了第二次辽河大桥工程初步设计审查会议，通过了最终的推荐方案。
2008年8月11日，辽宁滨海公路辽河大桥正式开工建设。施工单位分别为中国中铁大桥局股份有限公司、中交第二航务工程局有限公司、中铁山桥集团有限公司；监理单位分别为武汉桥梁建筑工程监理有限公司、武汉大通公路桥梁工程咨询监理有限责任公司。9月23日，大桥主塔第一根直径2.5米、长110米的钻孔桩开钻。12月25日，39根梅花型排列的钻孔桩全部浇筑完成，共用钢筋1,332.69吨，混凝土21,602立方米。2009年2月27日，大桥南岸38号主塔墩承台开盘浇筑混凝土。10月，大桥第一片钢箱梁试吊成功，重约240吨。12月7日，大桥北主塔成功封顶；12月10日，南主塔成功封顶。2010年7月21日，大桥主桥合龙；9月28日，大桥举行了通车仪式，成为中国东北地区第一座钢箱梁斜拉桥，也是中国第一座在积雪冰冻地区建成的大跨径钢箱梁桥。